# Dioptis vitrifera
Dioptis vitrifera är en fjärilsart som beskrevs av W. Warren 1905. Dioptis vitrifera ingår i släktet Dioptis och familjen tandspinnare. Inga underarter finns listade i Catalogue of Life.